# أليس لامب
أليس لامب (بالإنجليزية: Alice Lamb)‏ هي لاعب هوكي الحقل بريطانية، ولدت في 5 أكتوبر 1984.

## وصلات خارجية
- أليس لامب على موقع EliteProspects.com (الإنجليزية)